# 33e législature du Québec
La 33e législature du Québec s'est formée à la suite de l'élection générale québécoise de 1985. Cette élection a donné lieu à la formation d'un gouvernement majoritaire libéral à l'Assemblée nationale.

## Lois marquantes
- Loi sur l'organisation territoriale municipale[1]  (projet de loi no 7). Adoptée le 15 juin 1988 et entrée en vigueur le 1er janvier 1989.
- Loi modifiant la Charte de la langue française[2]  (projet de loi no 178). Adoptée et entrée en vigueur le 22 décembre 1988.
- Loi sur la sécurité du revenu[3]  (projet de loi no 37). Adoptée le 22 décembre 1988 et entrée en vigueur principalement le 1er avril 1989.

## Chronologie

### 1985
- 2 décembre : 33e élections générales québécoises.
- 12 décembre : Assermentation du cabinet Bourassa. Lise Bacon est nommée comme vice-première ministre du Québec. Germain Leduc, député de Saint-Laurent, démissionne afin que le premier ministre Robert Bourassa, n'ayant pas été élu député à la dernière élection, puisse faire son entrée à l'Assemblée
- 16 décembre : Ouverture de la 1re session de la 33e législature. Pierre Lorrain, député de Saint-Jean, est élu président de l'Assemblée nationale.

### 1986
- 20 janvier : Élection partielle. Le premier ministre Robert Bourassa devient député de Saint-Laurent.
- 1er mai : Discours du budget.

### 1987
- 13 février : Roma Hains, député de Saint-Henri, quitte les rangs du Parti libéral du Québec et commence à siéger comme indépendant.
- 30 avril : Discours du budget.
- 3 juin : Accord du lac Meech.
- 17 juin : Démission du libéral Reed Scowen, député de Notre-Dame-de-Grâce.
- 23 juin : L'Assemblée adopte le texte de l'accord du lac Meech et se prononce pour l'adhésion du Québec à la Constitution du Canada.
- 14 septembre : Élection partielle. Le libéral Harold P. Thuringer est élu député de Notre-Dame-de-Grâce.
- 10 novembre : Démission du péquiste Pierre Marc Johnson aux postes de chef de l'opposition officielle, chef du Parti québécois et député d'Anjou. Guy Chevrette le remplace en tant que chef de l'opposition officielle.
- 18 novembre : Jacques Rochefort, député de Gouin, quitte les rangs du Parti québécois et commence à siéger comme indépendant.

### 1988
- 2 février : Démission du péquiste Michel Gauthier, député de Roberval.
- 8 mars : Ouverture de la 2e session de la 33e législature.
- 18 mars : Jacques Parizeau devient chef du Parti québécois.
- 12 mai : Discours du budget.
- 20 juin : Élections partielles. Les libéraux René Serge Larouche et Gaston Blackburn sont respectivement élus dans Anjou et Roberval.
- 23 juin : Remaniement ministériel.
- 13 octobre : Démission du libéral Gilles Rocheleau, député de Hull.
- 17 octobre : Démission du libéral Mark Assad, député de Papineau.
- 21 décembre : Les libéraux Herbert Marx, Richard French et Clifford Lincoln quittent les rangs du Parti libéral du Québec et commencent à siéger comme indépendant.

### 1989
- 6 mars : Le péquiste Denis Perron, député de Duplessis, quitte les rangs du Parti québécois et commence à siéger comme indépendant.
- 22 mars : Le nombre de sièges à l'Assemblée est porté de 122 à 125. Le vote par anticipation est accessible à certaines personnes.
- 4 mai : Le péquiste Denis Perron, député de Duplessis, réintègre les rangs du Parti québécois.
- 16 mai : Discours du budget.
- 23 mai : Démission du libéral Jean-Paul Théorêt, député de Vimont.
- 29 mai : Élections partielles. Les libéraux Robert LeSage et Norman MacMillan sont respectivement élus dans Hull et Papineau.
- 13 juin : Démission du péquiste Jean-Pierre Charbonneau, député de Verchères.
- 14 juin : Démission du libéral Gérard Latulippe, député de Chambly.
- 30 juin : Herbert Marx, député de D'Arcy-McGee, est nommé juge à la Cour supérieure du Québec et son siège devient vacant.
- 9 août : Dissolution de la législature.

## Évolution des députés par parti
|                                      |         |                 |             |        |
| Période                              | Libéral | Parti québécois | Indépendant | Vacant |
| 2 décembre 1985 au 11 décembre 1985  | 99      | 23              | 0           | 0      |
| 12 décembre 1985 au 19 janvier 1986  | 98      | 23              | 0           | 1      |
| 20 janvier 1986 au 12 février 1986   | 99      | 23              | 0           | 0      |
| 13 février 1987 au 16 juin 1987      | 98      | 23              | 1           | 0      |
| 17 juin 1987 au 13 septembre 1987    | 97      | 23              | 1           | 1      |
| 14 septembre 1987 au 9 novembre 1987 | 98      | 23              | 1           | 0      |
| 10 novembre 1987 au 17 novembre 1987 | 98      | 22              | 1           | 1      |
| 18 novembre 1987 au 1er février 1988 | 98      | 21              | 2           | 1      |
| 2 février 1988 au 19 juin 1988       | 98      | 20              | 2           | 2      |
| 20 juin 1988 au 12 octobre 1988      | 100     | 20              | 2           | 0      |
| 13 octobre 1988 au 16 octobre 1988   | 99      | 20              | 2           | 1      |
| 17 octobre 1988 au 5 mars 1989       | 98      | 20              | 2           | 2      |
| 6 mars 1989 au 3 mai 1989            | 98      | 19              | 3           | 2      |
| 4 mai 1989 au 22 mai 1989            | 98      | 20              | 2           | 2      |
| 23 mai 1989 au 28 mai 1989           | 97      | 20              | 2           | 3      |
| 29 mai 1989 au 12 juin 1989          | 99      | 20              | 2           | 1      |
| 13 juin 1989                         | 99      | 19              | 2           | 2      |
| 14 juin 1989 au 29 juin 1989         | 98      | 19              | 2           | 3      |
| 30 juin 1989 au 9 août 1989          | 97      | 19              | 2           | 4      |

## Liste des députés
- Les noms gras indiquent que la personne a été membre du conseil des ministres durant la législature. Un astérisque désigne un poste de délégué.
- Les noms en italique indiquent les personnes qui ont été chefs d'un parti politique durant la législature (Robert Bourassa, Pierre-Marc Johnson (PQ, jusqu'en 1987)).

|  | Nom                               | Parti                                              | Circonscription             |
|  | --------------------------------- | -------------------------------------------------- | --------------------------- |
|  | Raymond Savoie                    | Libéral                                            | Abitibi-Est                 |
|  | François Gendron                  | Parti québécois                                    | Abitibi-Ouest               |
|  | Pierre-Marc Johnson (1985-1987)   | Parti québécois                                    | Anjou                       |
|  | René Serge Larouche (1988-1989)   | Libéral                                            | Anjou                       |
|  | Claude Ryan                       | Libéral                                            | Argenteuil                  |
|  | Laurier Gardner                   | Libéral                                            | Arthabaska                  |
|  | Jean Audet                        | Libéral                                            | Beauce-Nord                 |
|  | Robert Dutil                      | Libéral                                            | Beauce-Sud                  |
|  | Serge Marcil                      | Libéral                                            | Beauharnois                 |
|  | Louise Bégin                      | Libéral                                            | Bellechasse                 |
|  | Albert Houde                      | Libéral                                            | Berthier                    |
|  | Jean-Guy Parent                   | Parti québécois                                    | Bertrand                    |
|  | Gérard D. Levesque                | Libéral                                            | Bonaventure                 |
|  | Louise Robic                      | Libéral                                            | Bourassa                    |
|  | Claude Trudel                     | Libéral                                            | Bourget                     |
|  | Pierre Paradis                    | Libéral                                            | Brome-Missisquoi            |
|  | Gérard Latulippe (1985-juin 1989) | Libéral                                            | Chambly                     |
|  | Vacant                            |                                                    | Chambly                     |
|  | Pierre A. Brouillette             | Libéral                                            | Champlain                   |
|  | John Kehoe                        | Libéral                                            | Chapleau                    |
|  | Marc-Yvan Côté                    | Libéral                                            | Charlesbourg                |
|  | Daniel Bradet                     | Libéral                                            | Charlevoix                  |
|  | Pierrette Cardinal                | Libéral                                            | Châteauguay                 |
|  | Rémy Poulin                       | Libéral                                            | Chauveau                    |
|  | Jeanne L. Blackburn               | Parti québécois                                    | Chicoutimi                  |
|  | Lise Bacon                        | Libéral                                            | Chomedey                    |
|  | André Vallerand                   | Libéral                                            | Crémazie                    |
|  | Herbert Marx (1985-juin 1989)     | Libéral                                            | D'Arcy-McGee                |
|  | Vacant                            |                                                    | D'Arcy-McGee                |
|  | Yolande D. Legault                | Libéral                                            | Deux-Montagnes              |
|  | Violette Trépanier*               | Libéral                                            | Dorion                      |
|  | Jean-Guy Saint-Roch               | Libéral                                            | Drummond                    |
|  | Hubert Desbiens                   | Parti québécois                                    | Dubuc                       |
|  | Denis Perron                      | Parti québécois                                    | Duplessis                   |
|  | Jean-A. Joly                      | Libéral                                            | Fabre                       |
|  | Roger Lefebvre                    | Libéral                                            | Frontenac                   |
|  | André Beaudin                     | Libéral                                            | Gaspé                       |
|  | Michel Gratton                    | Libéral                                            | Gatineau                    |
|  | Jacques Rochefort                 | Parti québécois(1985-1987) Indépendant (1987-1989) | Gouin                       |
|  | Madeleine Bleau                   | Libéral                                            | Groulx                      |
|  | Gilles Rocheleau (1985-1988)      | Libéral                                            | Hull                        |
|  | Robert LeSage (1989)              | Libéral                                            | Hull                        |
|  | Claude Dubois                     | Libéral                                            | Huntingdon                  |
|  | Jacques Tremblay                  | Libéral                                            | Iberville                   |
|  | Georges Farrah                    | Libéral                                            | Îles-de-la-Madeleine        |
|  | Joan Dougherty                    | Libéral                                            | Jacques-Cartier             |
|  | Michel Bissonnet                  | Libéral                                            | Jeanne-Mance                |
|  | Gil Rémillard                     | Libéral                                            | Jean-Talon                  |
|  | Carmen Juneau                     | Parti québécois                                    | Johnson                     |
|  | Guy Chevrette                     | Parti québécois                                    | Joliette                    |
|  | Francis Dufour                    | Parti québécois                                    | Jonquière                   |
|  | France Dionne                     | Libéral                                            | Kamouraska-Témiscouata      |
|  | Damien Hétu                       | Libéral                                            | Labelle                     |
|  | Thérèse Lavoie-Roux               | Libéral                                            | L'Acadie                    |
|  | Jacques Brassard                  | Parti québécois                                    | Lac-Saint-Jean              |
|  | Jean-Claude Gobé                  | Libéral                                            | LaFontaine                  |
|  | Lawrence Cannon                   | Libéral                                            | La Peltrie                  |
|  | André Bourbeau                    | Libéral                                            | Laporte                     |
|  | Jean-Pierre Saintonge             | Libéral                                            | La Prairie                  |
|  | Jean-Guy Gervais                  | Libéral                                            | L'Assomption                |
|  | Christos Sirros                   | Libéral                                            | Laurier                     |
|  | Guy Bélanger                      | Libéral                                            | Laval-des-Rapides           |
|  | Jean-Pierre Jolivet               | Parti québécois                                    | Laviolette                  |
|  | Jean Garon                        | Parti québécois                                    | Lévis                       |
|  | Michel Després                    | Libéral                                            | Limoilou                    |
|  | Lewis Camden                      | Libéral                                            | Lotbinière                  |
|  | Réjean Doyon                      | Libéral                                            | Louis-Hébert                |
|  | Louise Harel                      | Parti québécois                                    | Maisonneuve                 |
|  | Gilles Fortin                     | Libéral                                            | Marguerite-Bourgeoys        |
|  | Cécile Vermette                   | Parti québécois                                    | Marie-Victorin              |
|  | Claude Dauphin                    | Libéral                                            | Marquette                   |
|  | Yvon Picotte                      | Libéral                                            | Maskinongé                  |
|  | Claire-Hélène Hovington           | Libéral                                            | Matane                      |
|  | Henri Paradis                     | Libéral                                            | Matapédia                   |
|  | Madeleine Bélanger                | Libéral                                            | Mégantic-Compton            |
|  | Gérald Godin                      | Parti québécois                                    | Mercier                     |
|  | Jean-Pierre Bélisle               | Libéral                                            | Mille-Îles                  |
|  | Réal Gauvin                       | Libéral                                            | Montmagny-L'Islet           |
|  | Yves Séguin                       | Libéral                                            | Montmorency                 |
|  | John Ciaccia                      | Libéral                                            | Mont-Royal                  |
|  | Clifford Lincoln                  | Libéral                                            | Nelligan                    |
|  | Maurice Richard                   | Libéral                                            | Nicolet                     |
|  | Reed Scowen (1985-1987)           | Libéral                                            | Notre-Dame-de-Grâce         |
|  | Harold Thuringer (1987-1989)      | Libéral                                            | Notre-Dame-de-Grâce         |
|  | Georges Vaillancourt              | Libéral                                            | Orford                      |
|  | Pierre Fortier*                   | Libéral                                            | Outremont                   |
|  | Mark Assad (1985-1988)            | Libéral                                            | Papineau                    |
|  | Norman MacMillan (1989)           | Libéral                                            | Papineau                    |
|  | Robert Middlemiss                 | Libéral                                            | Pontiac                     |
|  | Michel Pagé                       | Libéral                                            | Portneuf                    |
|  | Paul-André Forget                 | Libéral                                            | Prévost                     |
|  | Albert Khelfa                     | Libéral                                            | Richelieu                   |
|  | Yvon Vallières                    | Libéral                                            | Richmond                    |
|  | Michel Tremblay                   | Libéral                                            | Rimouski                    |
|  | Albert Côté                       | Libéral                                            | Rivière-du-Loup             |
|  | Pierre MacDonald                  | Libéral                                            | Robert-Baldwin              |
|  | Michel Gauthier (1985-1988)       | Parti québécois                                    | Roberval                    |
|  | Gaston Blackburn* (1988-1989)     | Libéral                                            | Roberval                    |
|  | Guy Rivard*                       | Libéral                                            | Rosemont                    |
|  | Robert Thérien                    | Libéral                                            | Rousseau                    |
|  | Gilles Baril                      | Parti québécois                                    | Rouyn-Noranda—Témiscamingue |
|  | Ghislain Maltais                  | Libéral                                            | Saguenay                    |
|  | Maximilien Polak                  | Libéral                                            | Sainte-Anne                 |
|  | Michel Laporte                    | Libéral                                            | Sainte-Marie                |
|  | Monique Gagnon-Tremblay           | Libéral                                            | Saint-François              |
|  | Roma Hains                        | Libéral(1985-1987) Indépendant (1987-1989)         | Saint-Henri                 |
|  | Charles Messier                   | Libéral                                            | Saint-Hyacinthe             |
|  | André Boulerice                   | Parti québécois                                    | Saint-Jacques               |
|  | Pierre Lorrain                    | Libéral                                            | Saint-Jean                  |
|  | Germain Leduc (1985)              | Libéral                                            | Saint-Laurent               |
|  | Robert Bourassa (1986-1989)       | Libéral                                            | Saint-Laurent               |
|  | Jacques Chagnon                   | Libéral                                            | Saint-Louis                 |
|  | Yvon Lemire                       | Libéral                                            | Saint-Maurice               |
|  | Marcel Parent                     | Libéral                                            | Sauvé                       |
|  | Roger Paré                        | Parti québécois                                    | Shefford                    |
|  | André J. Hamel                    | Libéral                                            | Sherbrooke                  |
|  | Claude Filion                     | Parti québécois                                    | Taillon                     |
|  | Jean Leclerc                      | Libéral                                            | Taschereau                  |
|  | Yves Blais                        | Parti québécois                                    | Terrebonne                  |
|  | Paul Philibert                    | Libéral                                            | Trois-Rivières              |
|  | Christian Claveau                 | Parti québécois                                    | Ungava                      |
|  | Christiane Pelchat                | Libéral                                            | Vachon                      |
|  | Jean-Guy Lemieux                  | Libéral                                            | Vanier                      |
|  | Daniel Johnson (fils)             | Libéral                                            | Vaudreuil-Soulanges         |
|  | Jean-Pierre Charbonneau           | Parti québécois                                    | Verchères                   |
|  | Paul Gobeil                       | Libéral                                            | Verdun                      |
|  | William Cusano                    | Libéral                                            | Viau                        |
|  | Cosmo Maciocia                    | Libéral                                            | Viger                       |
|  | Jean-Paul Théorêt                 | Libéral                                            | Vimont                      |
|  | Richard French                    | Libéral                                            | Westmount                   |